# Галургия

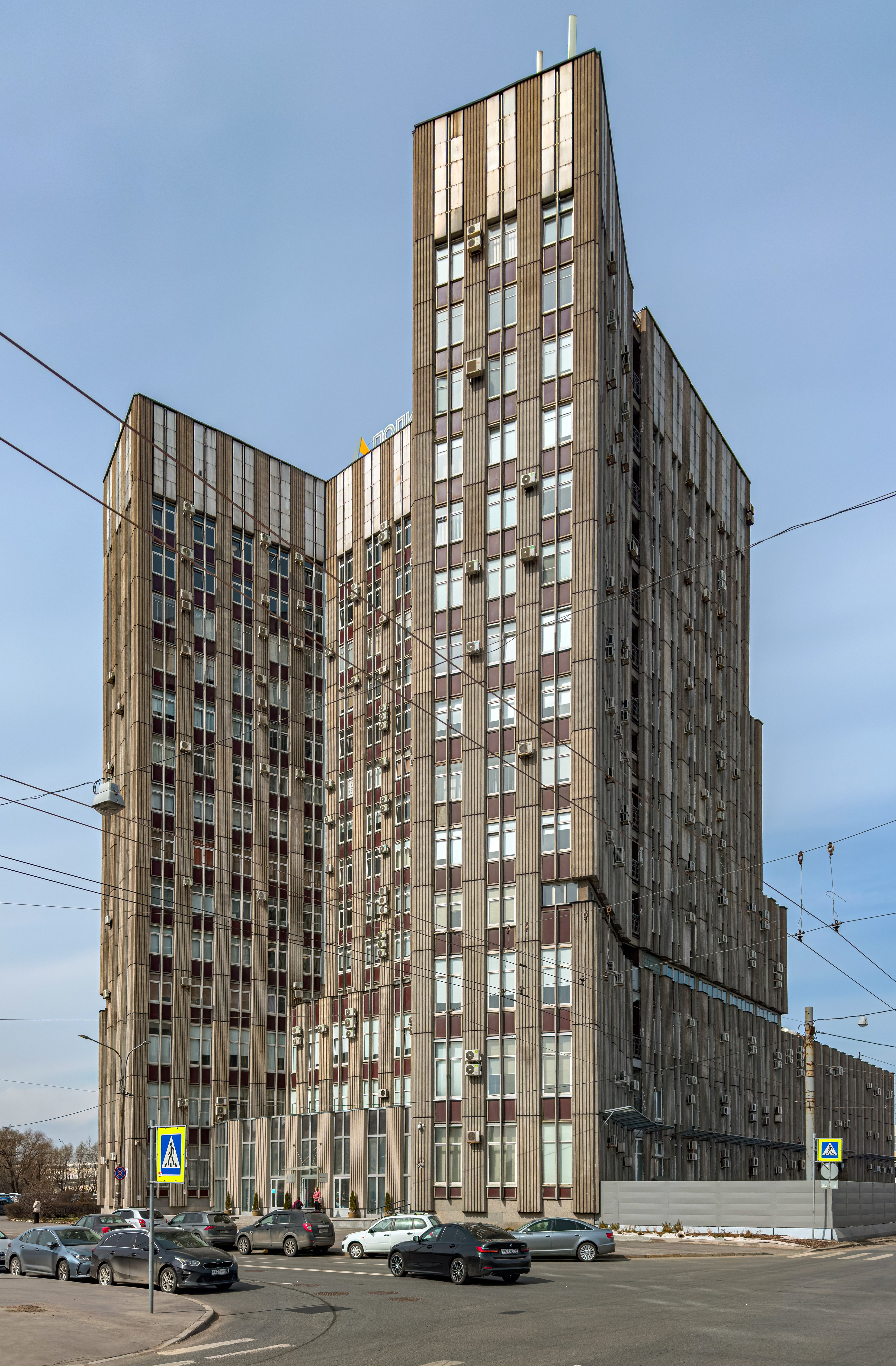
ВНИИ Галургии, Санкт-Петербург

Галу́ргия (от греч. hals — соль и ergon — дело, работа, буквально — соляное дело) — раздел химической технологии по производству минеральных солей. В узком смысле к галургии относят переработку природных солей. Сырьем для галургического производства служат морская вода, отложения морских солей аридных зон, а также озерные и подземные рассолы.
Прикладной задачей является проектирование калийных, соляных и сульфатных предприятий; проектирование предприятий по добыче и переработке горно-химического сырья: сульфата натрия, фосфоритного, магнийсодержащего сырья, природных солей и др.
В России теоретическими и практическими разработками в данной области занимаются Всероссийский научно-исследовательский и проектный институт галургии (АО "ВНИИ Галургии", Пермь) и его филиалы в городе Санкт-Петербург и городе Березники (Пермский край).
Вариант определения: Галургия — прикладная наука об условиях формирования и строения соляных месторождений, рациональных методах промышленной добычи и переработки природных солей, физико-химических свойствах соляного сырья и его комплексного использования.